# Elezioni comunali in Umbria del 1995
Le elezioni comunali in Umbria del 1995 si tennero il 23 aprile (con ballottaggio il 7 maggio) e il 19 novembre (con ballottaggio il 3 dicembre).

## Elezioni dell'aprile 1995

### Perugia

#### Perugia
|                                               | Gianfranco Maddoli ✔️ Sindaco | 57 629               | 56,23 | Partito Democratico della Sinistra | 33 523 | 34,36 | 15 |  |  |
| Partito della Rifondazione Comunista          | Gianfranco Maddoli ✔️ Sindaco | 57 629               | 56,23 | 8 850                              | 9,07   | 4     |    |  |  |
| Patto dei Democratici                         | Gianfranco Maddoli ✔️ Sindaco | 57 629               | 56,23 | 6 772                              | 6,94   | 3     |    |  |  |
| Insieme per Perugia                           | Gianfranco Maddoli ✔️ Sindaco | 57 629               | 56,23 | 4 426                              | 4,54   | 2     |    |  |  |
| Federazione dei Verdi                         | Gianfranco Maddoli ✔️ Sindaco | 57 629               | 56,23 | 2 056                              | 2,11   | –     |    |  |  |
|                                               | Giuliano Cerulli              | 36 500               | 35,62 | Forza Italia - Il Polo Popolare    | 19 415 | 19,90 | 7  |  |  |
| Alleanza Nazionale - Uniti per l'Umbria - CPA | Giuliano Cerulli              | 36 500               | 35,62 | 15 253                             | 15,63  | 6     |    |  |  |
| Seggio di coalizione                          | Seggio di coalizione          | Seggio di coalizione | 35,62 | 1                                  |        |       |    |  |  |
|                                               | Mario Valentini               | 6 597                | 6,44  | Federazione Laburista              | 5 930  | 6,08  | 1  |  |  |
| Seggio di coalizione                          | Seggio di coalizione          | Seggio di coalizione | 6,44  | 1                                  |        |       |    |  |  |
|                                               | Andrea Maori                  | 1 755                | 1,71  | Lista Pannella - Riformatori       | 1 336  | 1,37  | –  |  |  |
| Totale                                        | Totale                        | 102 481              | 100   |                                    | 97 561 | 100   | 40 |  |  |
|                                               |                               |                      |       |                                    |        |       |    |  |  |
| Fonte: Ministero dell'interno                 |                               |                      |       |                                    |        |       |    |  |  |

#### Bastia Umbra
|                                      | Lazzaro Bogliari ✔️ Sindaco | 7 914                | 67,49 | Partito Democratico della Sinistra | 6 064  | 53,25 | 12 |  |  |
| Partito della Rifondazione Comunista | Lazzaro Bogliari ✔️ Sindaco | 7 914                | 67,49 | 896                                | 7,87   | 1     |    |  |  |
| Bastia Domani                        | Lazzaro Bogliari ✔️ Sindaco | 7 914                | 67,49 | 689                                | 6,05   | 1     |    |  |  |
|                                      | Giorgio Giuletti            | 3 813                | 32,51 | Bastia Insieme                     | 3 738  | 32,83 | 5  |  |  |
| Seggio di coalizione                 | Seggio di coalizione        | Seggio di coalizione | 32,51 | 1                                  |        |       |    |  |  |
| Totale                               | Totale                      | 11 727               | 100   |                                    | 11 387 | 100   | 20 |  |  |
|                                      |                             |                      |       |                                    |        |       |    |  |  |
| Fonte: Ministero dell'interno        |                             |                      |       |                                    |        |       |    |  |  |

#### Foligno
| Candidati                                     | Candidati                  | II turno             | II turno           | I turno | I turno | Liste                              | Voti   | %     | Seggi |
| Candidati                                     | Candidati                  | Voti                 | %                  | Voti    | %       | Liste                              | Voti   | %     | Seggi |
| --------------------------------------------- | -------------------------- | -------------------- | ------------------ | ------- | ------- | ---------------------------------- | ------ | ----- | ----- |
|                                               | Maurizio Salari ✔️ Sindaco | 19 896               | 58,94              | 17 575  | 47,77   | Partito Democratico della Sinistra | 11 139 | 31,98 | 12    |
| Partito della Rifondazione Comunista          | Maurizio Salari ✔️ Sindaco | 19 896               | 58,94              | 17 575  | 47,77   | 2 636                              | 7,57   | 3     |       |
| Democratici per Foligno                       | Maurizio Salari ✔️ Sindaco | 19 896               | 58,94              | 17 575  | 47,77   | 2 237                              | 6,42   | 2     |       |
| Federazione dei Verdi                         | Maurizio Salari ✔️ Sindaco | 19 896               | 58,94              | 17 575  | 47,77   | 931                                | 2,67   | 1     |       |
|                                               | Giampiero Menestò          | 13 863               | 41,06              | 12 783  | 34,74   | Forza Italia                       | 6 113  | 17,55 | 4     |
| Alleanza Nazionale - Uniti per l'Umbria - CPA | Giampiero Menestò          | 13 863               | 41,06              | 12 783  | 34,74   | 5 701                              | 16,37  | 3     |       |
| Seggio di coalizione                          | Seggio di coalizione       | Seggio di coalizione | 41,06              | 12 783  | 34,74   | 1                                  |        |       |       |
|                                               | Manlio Marini              | Manlio Marini        | Manlio Marini      | 4 856   | 13,20   | Popolari e Riformisti              | 4 459  | 12,80 | 2     |
| Seggio di coalizione                          | Seggio di coalizione       | Seggio di coalizione | Manlio Marini      | 4 856   | 13,20   | 1                                  |        |       |       |
|                                               | Franco Giabbecucci         | Franco Giabbecucci   | Franco Giabbecucci | 1 266   | 3,44    | Iniziativa Civica Foligno          | 1 333  | 3,83  | –     |
| Seggio di coalizione                          | Seggio di coalizione       | Seggio di coalizione | Franco Giabbecucci | 1 266   | 3,44    | 1                                  |        |       |       |
|                                               | Mauro Fonzo                | Mauro Fonzo          | Mauro Fonzo        | 312     | 0,85    | Lista Pannella - Riformatori       | 279    | 0,80  | –     |
| Totale                                        | Totale                     | 33 759               | 100                | 36 792  | 100     |                                    | 34 828 | 100   | 30    |
|                                               |                            |                      |                    |         |         |                                    |        |       |       |
| Fonte: Ministero dell'interno                 |                            |                      |                    |         |         |                                    |        |       |       |

#### Marsciano
|                                               | Mario Tiberi ✔️ Sindaco | 6 813                | 60,98 | Marsciano che Vogliamo          | 4 748  | 44,07 | 10 |  |  |
| Partito della Rifondazione Comunista          | Mario Tiberi ✔️ Sindaco | 6 813                | 60,98 | 1 314                           | 12,20  | 2     |    |  |  |
| Unione Democratica                            | Mario Tiberi ✔️ Sindaco | 6 813                | 60,98 | 466                             | 4,33   | 1     |    |  |  |
|                                               | Luciano Ercolani        | 3 017                | 27,00 | Forza Italia - Il Polo Popolare | 1 716  | 15,93 | 3  |  |  |
| Alleanza Nazionale - Uniti per l'Umbria - CPA | Luciano Ercolani        | 3 017                | 27,00 | 1 229                           | 11,41  | 2     |    |  |  |
| Seggio di coalizione                          | Seggio di coalizione    | Seggio di coalizione | 27,00 | 1                               |        |       |    |  |  |
|                                               | Giovanni Marcacci       | 939                  | 8,40  | Proposta Marsciano              | 887    | 8,23  | –  |  |  |
| Seggio di coalizione                          | Seggio di coalizione    | Seggio di coalizione | 8,40  | 1                               |        |       |    |  |  |
|                                               | Angelo Pistelli         | 404                  | 3,62  | Marsciano Unita                 | 414    | 3,84  | –  |  |  |
| Totale                                        | Totale                  | 11 173               | 100   |                                 | 10 774 | 100   | 20 |  |  |
|                                               |                         |                      |       |                                 |        |       |    |  |  |
| Fonte: Ministero dell'interno                 |                         |                      |       |                                 |        |       |    |  |  |

#### Spoleto
| Candidati                              | Candidati                     | II turno                  | II turno                  | I turno | I turno | Liste                                    | Voti   | %     | Seggi |
| Candidati                              | Candidati                     | Voti                      | %                         | Voti    | %       | Liste                                    | Voti   | %     | Seggi |
| -------------------------------------- | ----------------------------- | ------------------------- | ------------------------- | ------- | ------- | ---------------------------------------- | ------ | ----- | ----- |
|                                        | Alessandro Laureti ✔️ Sindaco | 15 154                    | 62,34                     | 9 064   | 34,73   | Partito Democratico della Sinistra       | 7 979  | 32,36 | 11    |
| Federazione dei Verdi                  | Alessandro Laureti ✔️ Sindaco | 15 154                    | 62,34                     | 9 064   | 34,73   | 343                                      | 1,39   | –     |       |
|                                        | Anna Forlani                  | 9 153                     | 37,66                     | 4 588   | 17,58   | Forza Italia                             | 3 856  | 15,64 | 4     |
| Centro Cristiano Democratico           | Anna Forlani                  | 9 153                     | 37,66                     | 4 588   | 17,58   | 301                                      | 1,22   | –     |       |
| Seggio di coalizione                   | Seggio di coalizione          | Seggio di coalizione      | 37,66                     | 4 588   | 17,58   | 1                                        |        |       |       |
|                                        | Fausto Libori                 | Fausto Libori             | Fausto Libori             | 4 070   | 15,60   | Cittadini per Spoleto (A)                | 2 055  | 8,33  | 2     |
| Patto per Spoleto (PPI - PS - PRI) (B) | Fausto Libori                 | Fausto Libori             | Fausto Libori             | 4 070   | 15,60   | 1 396                                    | 5,66   | 1     |       |
| Seggio di coalizione                   | Seggio di coalizione          | Seggio di coalizione      | Fausto Libori             | 4 070   | 15,60   | 1                                        |        |       |       |
|                                        | Angelo Costanzi               | Angelo Costanzi           | Angelo Costanzi           | 3 439   | 13,18   | Alleanza Nazionale (C)                   | 3 686  | 14,95 | 3     |
| Seggio di coalizione                   | Seggio di coalizione          | Seggio di coalizione      | Angelo Costanzi           | 3 439   | 13,18   | 1                                        |        |       |       |
|                                        | Maria Antonietta Albanese     | Maria Antonietta Albanese | Maria Antonietta Albanese | 2 004   | 7,68    | Partito della Rifondazione Comunista (D) | 2 056  | 8,34  | 2     |
| Seggio di coalizione                   | Seggio di coalizione          | Seggio di coalizione      | Maria Antonietta Albanese | 2 004   | 7,68    | 1                                        |        |       |       |
|                                        | Gilberto Stella               | Gilberto Stella           | Gilberto Stella           | 1 603   | 6,14    | Città Unita                              | 1 709  | 6,93  | 1     |
| Seggio di coalizione                   | Seggio di coalizione          | Seggio di coalizione      | Gilberto Stella           | 1 603   | 6,14    | 1                                        |        |       |       |
|                                        | Giancarlo Mercatelli          | Giancarlo Mercatelli      | Giancarlo Mercatelli      | 1 328   | 5,09    | Per Spoleto (E)                          | 1 278  | 5,18  | –     |
| Seggio di coalizione                   | Seggio di coalizione          | Seggio di coalizione      | Giancarlo Mercatelli      | 1 328   | 5,09    | 1                                        |        |       |       |
| Totale                                 | Totale                        | 24 307                    | 100                       | 26 096  | 100     |                                          | 24 659 | 100   | 30    |
|                                        |                               |                           |                           |         |         |                                          |        |       |       |
| Fonte: Ministero dell'interno          |                               |                           |                           |         |         |                                          |        |       |       |

- Le liste contrassegnate con le lettere A, B e D sono apparentate al secondo turno con il candidato sindaco Alessandro Laureti.

- Le liste contrassegnate con le lettere B ed E sono apparentate al secondo turno con il candidato sindaco Anna Forlani.

### Terni

#### Orvieto
|                               | Stefano Cimicchi ✔️ Sindaco | 8 937                | 59,52 | Partito Democratico della Sinistra      | 5 890  | 42,40 | 10 |  |  |
| Popolari                      | Stefano Cimicchi ✔️ Sindaco | 8 937                | 59,52 | 1 730                                   | 12,45  | 2     |    |  |  |
| Sinistra                      | Stefano Cimicchi ✔️ Sindaco | 8 937                | 59,52 | 809                                     | 5,82   | 1     |    |  |  |
|                               | Giovanni Guariglia          | 4 877                | 32,48 | Forza Italia - Alleanza Nazionale - CCD | 3 033  | 21,83 | 4  |  |  |
| Centro                        | Giovanni Guariglia          | 4 877                | 32,48 | 1 236                                   | 8,90   | 1     |    |  |  |
| Seggio di coalizione          | Seggio di coalizione        | Seggio di coalizione | 32,48 | 1                                       |        |       |    |  |  |
|                               | Egisto Antonio Tedeschini   | 1 200                | 7,99  | Partito Popolare Italiano               | 1 195  | 8,60  | –  |  |  |
| Seggio di coalizione          | Seggio di coalizione        | Seggio di coalizione | 7,99  | 1                                       |        |       |    |  |  |
| Totale                        | Totale                      | 15 014               | 100   |                                         | 13 893 | 100   | 20 |  |  |
|                               |                             |                      |       |                                         |        |       |    |  |  |
| Fonte: Ministero dell'interno |                             |                      |       |                                         |        |       |    |  |  |